# Hestina nama
Hestina nama là một loài Nymphalid butterfly được tìm thấy ở Nam Á.